# Буэнос-Айресский зоопарк
Буэнос-Айресский зоопарк (исп. Zoológico de Buenos Aires; полное официальное название Зоологический сад города Буэнос-Айреса исп. Jardín Zoológico de la Ciudad de Buenos Aires) — зоопарк Буэнос-Айреса, расположенный в районе Палермо. Вход в зоопарк находится на площади Италии между улицами Авенида-Сармьенто и Авенида-лас-Эрас.
В 1870-х годах при проектировании парка Трес де Фебреро, была выделена небольшая территория для содержания животных. В 1888, после того как территория парка, в связи с ростом Буэнос-Айреса, была передана от федеральных властей городским, мэр города Антонио Креспо принял решение отделить эту территорию от остальной части парка и создать полноценный зоопарк. Первым его директором стал учёный и писатель Эдуардо Ладислао Холмберг, представивший посетителям экспозицию из 650 животных. В 1904 году новый директор Клементе Онелли достал для зоопарка несколько новых видов животных и сумел в течение первого же года работы увеличить посещаемость зоопарка в 10 раз: с 1500 до 15000 человек. Во второй половине XX века в связи с политической ситуацией в стране зоопарк постепенно приходил в упадок, пока в 1991 году не перешёл от государства к частной компании.
Согласно данным международной ассоциации зоопарков, в настоящее время экспозиция зоопарка насчитывает 2171 животное 325 различных видов. В 1997 году Буэнос-Айресский зоопарк вошёл в число национальных исторических памятников Аргентины.